# Psathyrella larga
Psathyrella larga är en svampart som tillhör divisionen basidiesvampar, och som först beskrevs av Calvin Henry Kauffman, och fick sitt nu gällande namn av Alexander Hanchett Smith. Psathyrella larga ingår i släktet Psathyrella, och familjen Psathyrellaceae. Arten är reproducerande i Sverige.